# Аджмірігандж (упазіла)
Аджміріга́ндж (бенг. আজমিরিগঞ্জ, англ. Ajmiriganj) — одна з 8 упазіл зіли Хабігандж регіону Сілхет Бангладеш, розташована на північному заході зіли.
Населення — 99 294 особи (2008; 86 810 в 1991).

## Адміністративний поділ
До складу упазіли входять 5 вардів:
| Зіла                     | Площа, км² | Населення, осіб (2008) |
| ------------------------ | ---------- | ---------------------- |
| Аджмірігандж             | -          | 21584                  |
| * Аджмірігандж-Паурашава | -          | 13249                  |
| Бадалпур                 | -          | 19393                  |
| Джалсука                 | -          | 14330                  |
| Какаїлсео                | -          | 24442                  |
| Шибпаша                  | -          | 19545                  |